# Telegrafenrelais

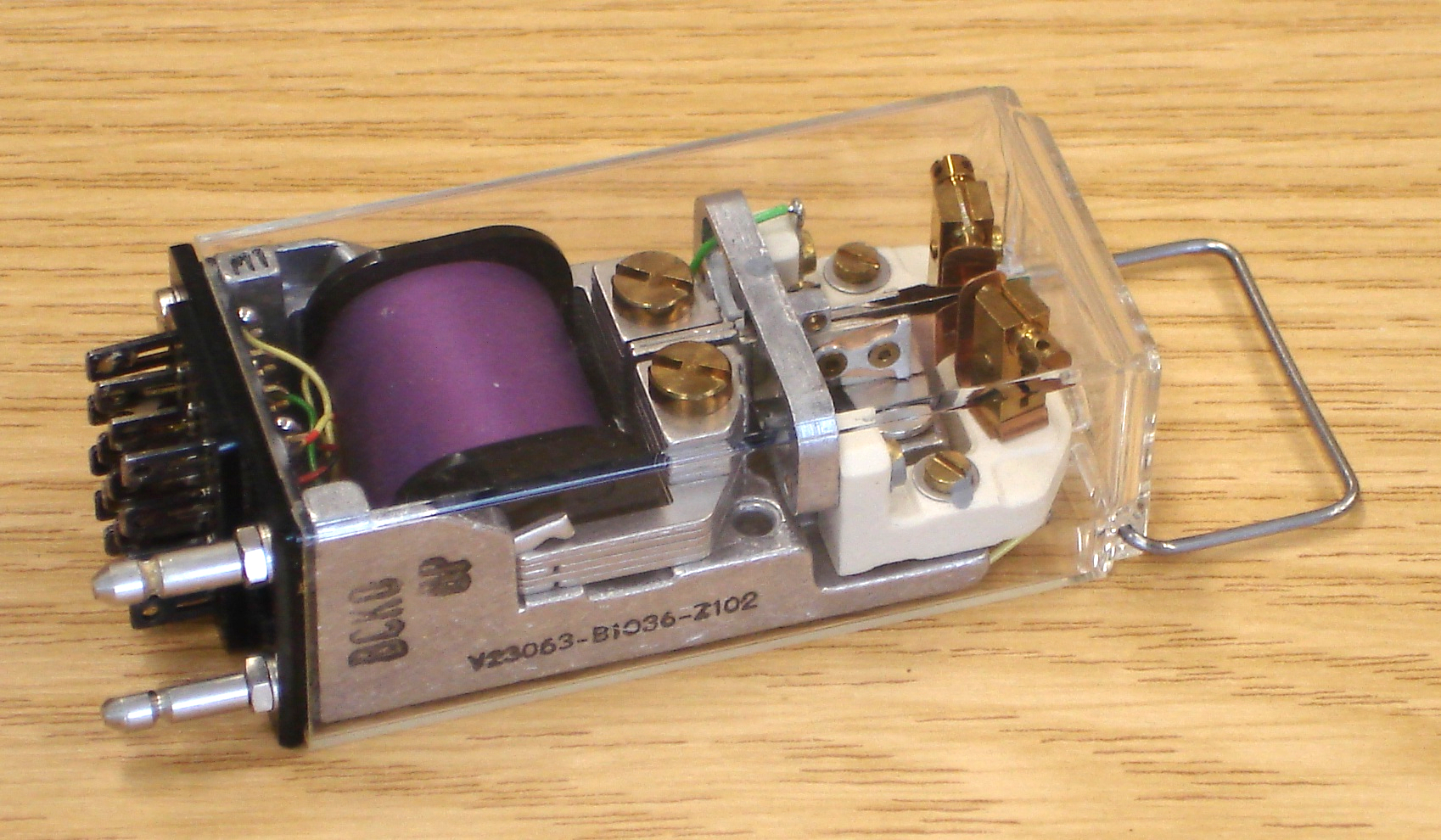
Telegrafenrelais, Baujahr vor 1970

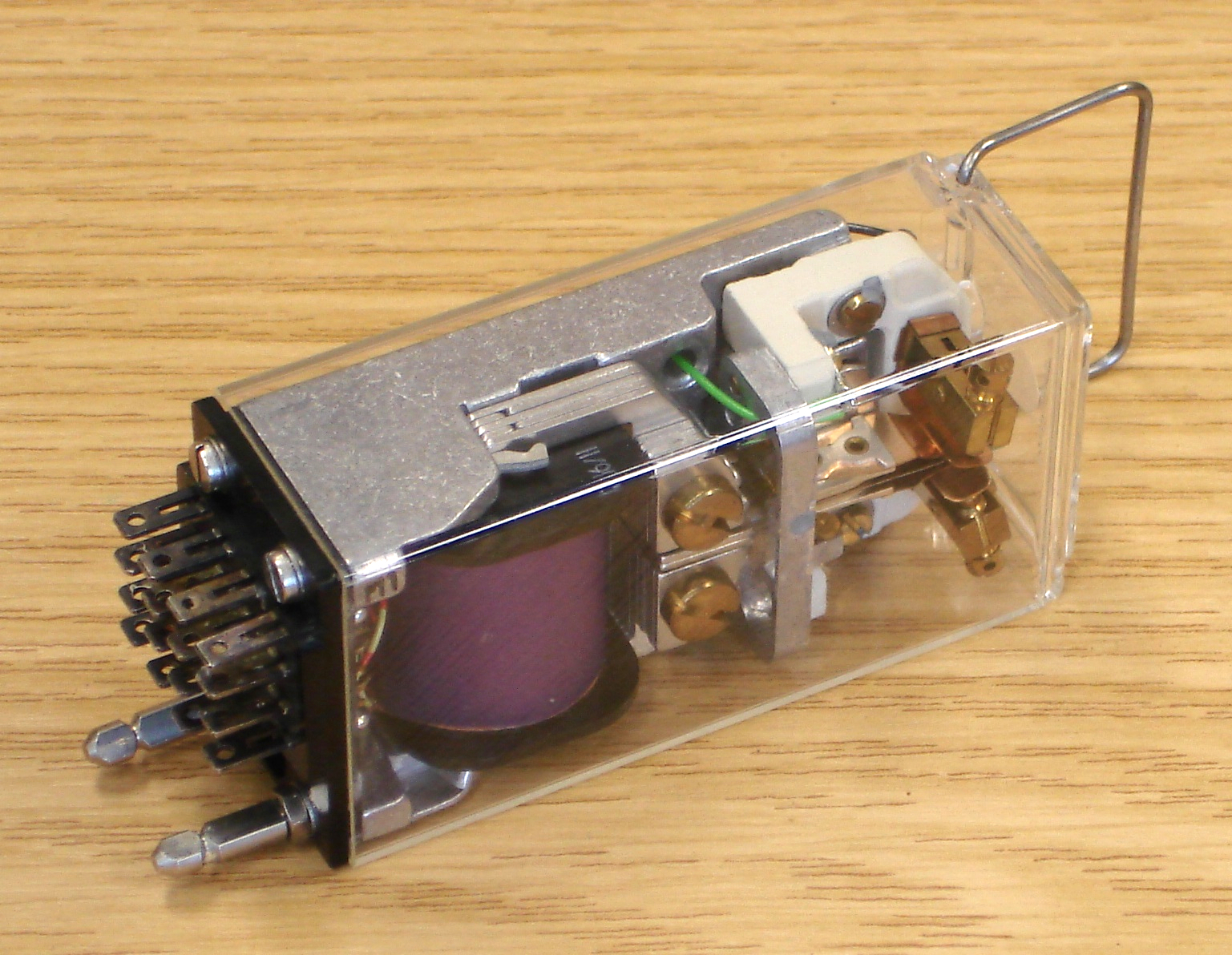
Telegrafenrelais

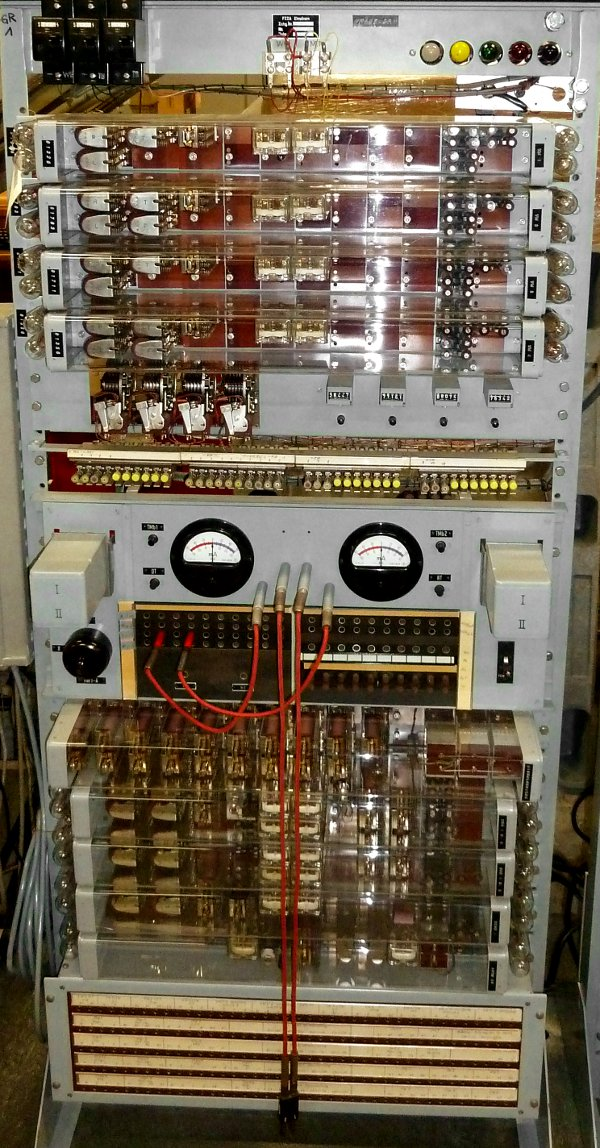
Vermittlungsstelle Teilnehmer-Wählfernschreibnetz TW 39, Gestellrahmen mit Vorwähler und Übertragungen

Ein Telegrafenrelais oder T-Relais war ein Spezialbaustein in der elektromechanischen Nachrichtentechnik. Es zeichnete sich durch eine sehr hohe Ansprechempfindlichkeit und nahezu Prellfreiheit aus.

## Anwendung
T-Relais waren die wichtigsten Bestandteile einer Fernschreibvermittlung. Im Gegensatz zu den robusten langsamen Vermittlungsrelais, die für den Verbindungsaufbau zuständig waren, lag es im Signalweg und regenerierte die empfangenen Fernschreibzeichen. Die verwendete Übertragungsgeschwindigkeit war 50 Baud, damit dauerte ein einzelnes Bit 20 msek. Diese kurzen Impulse mussten fehlerfrei und verzerrungsarm mechanisch übertragen werden. Durch die hohe Schaltgeschwindigkeit durften T-Relais nur eine geringe bewegte Masse haben, es gab nur einen Umschaltkontakt.
Wegen seiner guten Schaltzeiten und sehr guten Ansprechempfindlichkeit wurde dieses Relais auch in den Wechselstromübertragungen für das Telefonnetz verwendet. Es hatte die Aufgabe die Wählimpulse auf der Empfangsseite aufzunehmen.
Obwohl diese Relais Präzionsgeräte waren, hatten sie eine Schaltleistung von 100 Watt. Die zu übertragene Spannung wurde in der Telegrafie als Doppelstrom bezeichnet, sie betrug ±60 Volt.

## Wirkungsweise
T-Relais waren polarisierte Relais, sie konnten also verschiedene Ruhelagen auch ohne Strom einnehmen. Dies wurde durch einen zweiten magnetischen Kreis mit einem Permanentmagneten erreicht. Der eigentliche Kontakt war Bestandteil beider magnetischer Kreise, sowohl des elektro- als auch des permanentmagnetischen.

## Bauform
Ein T-Relais war ein hochgenaues feinmechanisches Bauelement. Jedes Relais wurde von Hand auf geringstmögliche Verzerrung eingestellt. Zur Sicherung gegen Verstellung durch mechanische Vibrationen während des Betriebes wurden die Schrauben anschließend mit Lack verklebt. Eine Schutzkappe diente als Schutz gegen Verstaubung.
Unterteilung der T-Relais:
- neutral (nicht polarisiert), Ruhelage = Mittellage.
- polarisiert, Ruhelage je nach Ort und Anzahl der Permanentmagnete:
  - unipolar, Ruhelage = einer der beiden Kontakte
  - bipolar, Ruhelage = beide Kontakte

## Quelle
- Kurt Pribich, Harald Gessinger, Helmut Haslinger: Bauelemente Nachrichtentechnik : ein Lehr- und Nachschlagebuch für die gesamte Nachrichtentechnik. 10., korrigierte u. erg. Aufl., Kohl und Noltemeyer Verlag, Dossenheim (Heidelberg) 1980, ISBN 3-88173-001-X.